# Postplatyptilia antillae
Postplatyptilia antillae là một loài bướm đêm thuộc họ Pterophoridae. Loài này có ở Cuba và Jamaica.
Sải cánh dài khoảng 18 mm. Con trưởng thành bay vào tháng 7.